# (2153) Akiyama
(2153) Akiyama (1978 XD) – planetoida z pasa głównego asteroid okrążająca Słońce w ciągu 5,5 lat w średniej odległości 3,12 au. Odkryta 1 grudnia 1978 roku.